# فهد حكمي
فهد محمد حكمي مواليد 12 فبراير 1995 في ، السعودية، هو لاعب كرة قدم سعودي يلعب في الدفاع.

## مسيرة اللاعب
لعب في نادي الزلفي ونادي الثقبة.